# The Asskickers
 (janvier 2012).
Si vous disposez d'ouvrages ou d'articles de référence ou si vous connaissez des sites web de qualité traitant du thème abordé ici, merci de compléter l'article en donnant les références utiles à sa vérifiabilité et en les liant à la section « Notes et références ».
The Asskickers est un jeu vidéo indépendant développé et édité par AGO Games. The Asskickers est sorti le 1er juillet 2011 sur PC et Mac uniquement en téléchargement. The Asskickers  permet au joueur d’incarner trois  héros ordinaires confrontés à une élite politique et financière corrompue à laquelle ils bottent littéralement les fesses pour laver leur honneur et faire triompher la justice. Le jeu a reçu un accueil critique très négatif de la presse spécialisée.

## Système de jeu
The Asskickers est un beat them all en 2D jouable jusqu’à deux joueurs sur le même écran.
Le jeu comporte un total de six niveaux découpés en sous-niveaux dans lesquels le joueur affronte une succession d’ennemis. Pour les neutraliser, chaque personnage jouable possède une palette de coups standards ainsi que des coups spéciaux dont chaque utilisation diminue une barre d’endurance.
Le joueur peut sélectionner les personnages jouables  parmi trois disponibles, Alex, Diane, et Marcus, chacun possédant des caractéristiques et des aptitudes  différentes. 
En mode deux joueurs, les joueurs peuvent utiliser des coups coopératifs exclusifs à ce mode et différents selon les combinaisons de personnages choisies. Le mode deux joueurs permet également de débloquer des dialogues entre les personnages.
The Asskickers comporte plusieurs modes de difficulté dont seul le mode Facile permet au joueur de sauvegarder sa partie à la fin de chaque niveau.
À la fin de chaque niveau, le joueur  bénéficie d’un « Asskicking Time » durant lequel il peut littéralement botter les fesses  du boss qu’il vient de battre.

## Histoire
The Asskickers se déroule dans la ville fictive de la Métropole. Un soir alors que les trois Asskickers, Alex, Diane et Marcus, s’entraînent dans le dojo de Maître Wong, le cours est interrompu par un promoteur immobilier véreux qui tente d'exproprier de force le vieux maître. Les Asskickers défendent leur mentor et se retrouvent impliqués dans un scandale qui les conduira à révéler une corruption remontant jusqu'aux plus hauts sommets de l'état.

## Influences
Selon  Stanislas Berton, deux éléments ont considérablement influencé la création de The Asskickers ; d'une part, les beat them all en 2D tels que Streets of Rage ou Double Dragon et, d'autre part, la crise financière de 2007-2008 due aux excès du capitalisme financier et à la délinquance en col blanc.

## Musique
La musique et les effets sonores de The Asskickers ont été réalisés par Géry Montet (Amy, In Memoriam, Rayman 3).

## Accueil
The Asskickers a reçu de très mauvaises notes de la presse spécialisée :
- Destructoid : 2,5/10[2]
- Gameblog : 2/10[3]
- Gamekult : 3/10[4].

En 2014, Canard PC cite le jeu dans son dossier « Les Nanars du jeu vidéo ».
Pour autant, Les Inrockuptibles qualifient le jeu de potache et transgressif, estimant qu'il fait réfléchir.